# Paolo Noise
Paolo Noise, pseudonimo di Paolofederico Nocito (Milano, 8 settembre 1974), è un conduttore radiofonico, disc jockey, produttore discografico attore, autore e web star italiano.

## Biografia
Nasce a Milano, iniziando la carriera radiofonica lavorando per alcune radio locali. Dal 1999 al 2003 lavora a Match Music come conduttore televisivo nei programmi Euromachine con Isa B e Neuromachine con Fabio Alisei. Noise è anche DJ e remixer, esibendosi in vari club italiani dal 1997.
Noto per la sua comicità estremamente eclettica davanti ai microfoni del programma radiofonico Lo Zoo di 105, la sua carriera da conduttore si appresta a crescere nel 2002, in seguito all'incontro con Marco Mazzoli, alla guida del programma My compilation, in onda su Rai 2. Al termine della trasmissione, Paolo entra a far parte dello Zoo di 105.
Dal 2004 al 2006, in veste di inviato insieme a Marco Mazzoli e Fabio Alisei, realizza servizi per il programma satirico Striscia la notizia su Canale 5, condotto da Ezio Greggio ed Enzo Iacchetti.
Inoltre è interprete di "Anonimo", il fantomatico cantante di cui sono usciti due album: Umberto Compilation (2007), Ho fatto il disco (2008).
Nel 2008 conduce la trasmissione Samples con Wender su Radio 105 il sabato dalle 14:00 alle 16:00.
Nel gennaio 2011, insieme a Fabio Alisei e Wender, lascia Lo Zoo di 105 per passare a Deejay TV, dove conduce la trasmissione Trin Trun Tran e anche la trasmissione di grande successo Fuori Frigo per 4 stagioni.
Intanto prosegue il suo lavoro a Radio Deejay scrivendo scenette come "My name is Al" o scrivendo i "Daft Punk" per 50 Songs. Sempre nel 2011 escono i due singoli "Pascià" e "Vedo cose che gli altri non vedono" con la collaborazione di Danti, il famoso rapper dei Two Fingerz.
Nel 2011 è la spalla di Albertino, Fabio Alisei e Wender nel programma Asganaway su Radio Deejay
Paolo Noise cura uno dei remix del singolo di Alexandra Stan “Mr. Saxobeat”.
Dopo la trasmissione Fuori Frigo conduce I Guastanozze in onda su Italia1 assieme a Fabio Alisei e Wender.
Nello stesso anno esce "Feel It" con la collaborazione di Yves.
Nel 2013 il nuovo singolo è "Miss Me" Feat. LeRoy Bell. Per questo lavoro collabora con LeRoy Bell. “Miss Me” è entrata nella Top10 della Music Week UK Club Chart e nella Top 10 iTunes Dance Italia.
A luglio 2014 annuncia il suo ritorno allo Zoo di 105 dopo tre anni in Radio Deejay.
Da settembre 2014 ritorna nella formazione de Lo Zoo di 105.
Tra il 2015 e il 2017, in veste di autore televisivo e conduttore, insieme ai ragazzi dello Zoo di 105, danno vita al fortunato format televisivo su Italia 1 Teste di Casting, un programma comico di candid camera ambientato nel mondo dei provini per cinema e tv. Sempre su Italia 1, insieme a Wender e Alisei, creano il mini-format Freetz, caratterizzato da una serie di brevi e divertenti sketch in onda all’interno di Colorado.
Nel 2016 partecipa inoltre al programma televisivo #SocialFace, condotto dagli youtuber e famosi web creator Favij, Mates e La Sabri, in onda su Sky.
Agli inizi del 2016 diventa inoltre testimonial del brand Noise VAPE con il quale produce una linea di liquidi per sigarette elettroniche per il marchio Puff. Poco dopo, agli inizi del 2017, entra a far parte del progetto discografico Duo House SOBE con Roby Giordana.
Nel 2017 partecipa come protagonista a Inpratical Jokers per il canale televisivo Sky Comedy Central non ottenendo il successo sperato e nello stesso anno viene scartato ai casting per la seconda edizione del reality show Grande Fratello VIP. Sempre nel 2017, in veste di Youtuber e Web creator, inizia a scrivere, dirigere ed interpretare rozzi cortometraggi che pubblicherà su Youtube e Facebook.
Il 16 giugno del 2018 convola a nozze, a Scandiano con la compagna Stefania Caroli, a cui è legato sentimentalmente dal 2010.
Nel 2018 diventa titolare della propria linea di abbigliamento Noise Fuktory, e nel 2019, co-founder del brand Orologi Fumagazzi.
Nel 2020 distribuisce sulle principali piattaforme musicali il singolo Con tutta la voce, in collaborazione con Carolina Marquez e Jack Mazzoni (dopo Courmayeur uscito a giugno dello stesso anno).
Nel 2022 pubblica Maranza, pubblicato insieme agli amici Jack Mazzoni e Skar & Manfree.
Dal 17 aprile 2023 partecipa come concorrente alla diciassettesima edizione de L'isola dei famosi su Canale 5 in coppia con il collega e amico Marco Mazzoli. Abbandona la competizione prima del termine per problemi di salute. Paolo Noise non regge la pressione e lo sforzo fisico ed è costretto ad abbandonare il programma prima del tempo.

## Discografia
- ozz – 01
- Paolo Noise - musica ignorante
- Paolo Noise - pass the toilet paper remix
- Paolo Noise - 21 modi per dirti ti amo
- Paolo Noise - self control
- Paolo Noise - nessuno è salvo
- Cristian Marchi feat Luciana - keep calm and twerk on (sobe remix)
- Paolo Noise e Roby Giordana - feel the beat
- Paolo Noise feat nc247 - i giovani di oggi
- Sobe- jamaica
- Sobe – swing
- Ada reina - voy saltando (sobe remix)
- Noise & giordana - terra promessa
- Paolo Noise - pascià
- Paolo Noise - feel it
- Paolo Noise feat Shena - golden
- Paolo Noise feat Leroy Bell - miss me
- Alexandra Stan - (Paolo Noise remix)
- Juggsout - it’s ok (paolo noise remix)
- Willy William - qui tu es (sobe remix)
- Risda - je m’en fous (sobe remix)
- Paolo Noise ft Pilo - porca
- Tamarri - panico paura
- Tamarri - Bevo bevo
- Tamarri - Stiamo come i pazzi
- Paolo Noise ft Danti - Vedo cose che gli altri non vedono
- Paolo Noise - With or without you
- Paolo Noise, Carolina Marquez, Jack Mazzoni Feat. Mad Fiftyone, Vise - Con Tutta La Voce
- Paolo Noise, Jack Mazzoni, Mad Fiftyone, Vise, Skar & Manfree - 10 anni fa

SOBE
- Sobe- jamaica
- Sobe – swing
- Willy William – qui tu es (sobe remix)
- twerk on (sobe remix)
- Ada Reina – voy saltando (sobe club rework remix)

Stupidisco
- Paolo e gli altri – babbo natale è una merda
- Anonimo – reggeaton di merda
- Paolo e gli altri – tu puzzi

## Filmografia

### Cinema
- Pipì Room (2011)
- Italiano medio (2015)
- On Air - Storia di un successo (2016)

### Televisione
- Via Massena (2011-2012)
- Trin Trun Tran
- Fuori Frigo